# 迭戈·曼努埃尔·查莫罗
迭戈·曼努埃尔·查莫罗·博拉尼奥斯（西班牙語：Diego Manuel Chamorro Bolaños；1861年8月9日—1923年10月12日），尼加拉瓜政治人物。保守党及查莫罗家族的成员，是佩德罗·华金·查莫罗·阿尔法罗的儿子，1921年至1923年担任尼加拉瓜总统，任内与洪都拉斯与萨尔瓦多达成和平协议，成功签署《中美洲国家的和平友好条约》。